# Кайсерова, Ютта
Ютта Кайсерова, немецкий вариант — Ютта Кайзер (н.-луж. Jutta Kaiserowa, нем.  Jutta Kaiser, 1940 год, Горы, Лужица, Германия) — нижнелужицкий журналист, публицист, общественный деятель, нижнелужицкая писательница и поэт. Лауреат литературной премии Домовины.
Родилась в 1940 году в серболужицкой деревне Горы (Гуров) около Котбуса в крестьянской семье. С 1962 по 2000 года работала секретарём, диктором серболужицкой редакции Радио ГДР (с 1990 года — Bramborske Serbske Radijo RBB) в Котбусе.
В 1977 года была награждена Почётным знаком Домовины. В 2010 году удостоена литературной премии Домовины.
В 2000 году вышла на пенсию.
Сочинения
- Rědny flack našeje domownje — Lipje// Pěšy, z cołnom, po kolasach. Drobna proza wo Dolnej Łužycy, wuběrał a zestajał Beno Pětška, 1993, Budyšyn, b. 137—158
- Słyšćo na našo wusćełanje w maminej rěcy!, Rozhlad 53 (2003), 3. — s. 88-91
- Ze žywjenja na lanźe: pratyjarje wulicuju, 2008
- Ducy pó domowni. Spomnjeńki reportarki, Budyšyn, 2017